# Diócesis de Eluru
La diócesis de Eluru (en latín: Dioecesis Eluruensis y en inglés: Roman Catholic Diocese of Eluru) es una circunscripción eclesiástica de la Iglesia católica en India. Se trata de una diócesis latina, sufragánea de la arquidiócesis de Visakhapatnam. Desde el 13 de junio de 2013 su obispo es Jaya Rao Polimera.

## Territorio y organización
La diócesis tiene 6800 km² y extiende su jurisdicción sobre los fieles católicos de rito latino residentes en el estado de Andhra Pradesh en el distrito de Godavari Oeste y los mandales de Amalapuram, Kothapeta, Rajole y Mummidivaram del distrito de Godavari Este, antes de la reforma administrativa de 2022.
La sede de la diócesis se encuentra en la ciudad de Eluru, en donde se halla la Catedral de Amalodbhavi Matha.
En 2021 en la diócesis existían 121 parroquias.

## Historia
La diócesis fue erigida el 9 de diciembre de 1976 con la bula Haud dubitantes del papa Pablo VI, obteniendo el territorio de la diócesis de Vijayawada. Originalmente era sufragánea de la arquidiócesis de Hyderabad.
El 14 de octubre de 1984 en Kurukkuru, en el territorio de la diócesis, el sacerdote José Kaimlett fundó la congregación de los Heraldos de la Buena Nueva.
El 16 de octubre de 2001 pasó a formar parte de la provincia eclesiástica de Visakhapatnam.

## Estadísticas
Según el Anuario Pontificio 2022 la diócesis tenía a fines de 2021 un total de 376 858 fieles bautizados.
| Año                                                                             | Población            | Población | Población      | Sacerdotes | Sacerdotes    | Sacerdotes    | Bautizados por sacerdote | Diáconos permanentes | Religiosos | Religiosos | Parroquias |
| Año                                                                             | Bautizados católicos | Total     | % de católicos | Total      | Clero secular | Clero regular | Bautizados por sacerdote | Diáconos permanentes | Varones    | Mujeres    | Parroquias |
| ------------------------------------------------------------------------------- | -------------------- | --------- | -------------- | ---------- | ------------- | ------------- | ------------------------ | -------------------- | ---------- | ---------- | ---------- |
| 1980                                                                            | 88 697               | 4 034 000 | 2.2            | 68         | 33            | 35            | 1304                     |                      | 42         | 170        | 32         |
| 1990                                                                            | 126 083              | 6 109 000 | 2.1            | 89         | 48            | 41            | 1416                     |                      | 52         | 252        | 48         |
| 1999                                                                            | 200 000              | 7 500 000 | 2.7            | 136        | 67            | 69            | 1470                     |                      | 241        | 385        | 78         |
| 2000                                                                            | 218 000              | 8 306 000 | 2.6            | 139        | 69            | 70            | 1568                     |                      | 264        | 545        | 80         |
| 2001                                                                            | 224 758              | 8 906 000 | 2.5            | 147        | 72            | 75            | 1528                     |                      | 289        | 545        | 83         |
| 2002                                                                            | 228 910              | 8 906 000 | 2.6            | 148        | 78            | 70            | 1546                     |                      | 284        | 560        | 85         |
| 2003                                                                            | 238 499              | 9 100 000 | 2.6            | 143        | 81            | 62            | 1667                     |                      | 511        | 493        | 92         |
| 2004                                                                            | 253 115              | 9 538 115 | 2.7            | 143        | 81            | 62            | 1770                     |                      | 421        | 545        | 92         |
| 2006                                                                            | 281 531              | 7 867 781 | 3.6            | 160        | 87            | 73            | 1759                     |                      | 496        | 564        | 102        |
| 2013                                                                            | 335 178              | 8 524 000 | 3.9            | 246        | 116           | 130           | 1362                     | 5                    | 698        | 703        | 113        |
| 2016                                                                            | 356 894              | 8 860 000 | 4.0            | 289        | 129           | 160           | 1234                     |                      | 723        | 765        | 115        |
| 2019                                                                            | 369 825              | 9 180 130 | 4.0            | 281        | 123           | 158           | 1316                     |                      | 666        | 811        | 110        |
| 2021                                                                            | 376 858              | 9 378 900 | 4.0            | 293        | 132           | 161           | 1286                     |                      | 751        | 934        | 121        |
| Fuente: Catholic-Hierarchy, que a su vez toma los datos del Anuario Pontificio. |                      |           |                |            |               |               |                          |                      |            |            |            |

## Episcopologio
- John Mulagada † (9 de diciembre de 1976-16 de agosto de 2009 falleció)
  - Sede vacante (2009-2013)
- Jaya Rao Polimera, desde el 13 de junio de 2013